# 宏安地產
宏安地產有限公司（港交所：1243）是宏安集團旗下公司，主要在香港開發地產項目。
2016年3至4月，宏安地產進行公開招股，招股價介乎0.87至0.97港元。宏安地產招股價最終訂在0.92港元，集資淨額約3.108億港元，在4月12日上巿。
2016年6月4日，宏安地產股價暴跌68.75%，收巿價報0.275港元。6月5日，宏安地產股價再下跌23%，收巿價報0.211元。兩日內市值蒸發102億港元。
2019年1月，宏安地產以6.53億港元向九廣鐵路購入銀湖·天峰商場，包括停車場及地面層及1樓零售商場。
2019年5月，宏安地產以7.8億港元收購The Parkside商場。
2021年6月，宏安地產聯同趙朗以3億港元收購屯門天生樓地下及1樓共11個商舖。
2021年7月，宏安地產以5.15億港元出售金鐘統一中心30樓。同月，宏安地產以4.1億元港元買入黃竹坑珍寶閣停車場500多個車位。

## 連結
- 宏安地產有限公司 （页面存档备份，存于）